# Џулија Фокс
Џулија Фокс (рођена 2. фебруара 1990)  је италијанска и америчка глумица, уметница, манекенка и филмска редитељка.  Као глумица, позната је по свом дебитантском наступу у филму Небрушени драгуљи из 2019. године, за који је номинована за награду за новог глумца на додели Готам награда 2019. године. 

## Младост и образовање
Рођена је у Милану,  од мајке Италијанке и оца Американца. Са шест година се преселила у Њујорк са својим оцем и живела на Менхетну .   Радила је неколико услужних послова, укључујући продавницу ципела, продавницу сладоледа и посластичарницу.  Радила је шест месеци као домино дама.  

## Каријера
Фокс је била дизајнер одеће и покренула је успешну линију женске трикотаже, Франзиска Фок, са својом пријатељицом Брианом Андалоре.   Такође је радила као модел, позирајући за последње голо издање Плејбоја 2015.  и као сликар и фотограф.  Објавила је две књиге о фотографији.
Фокс је дебитовала у играном филму у филму браће Сафди 2019. "Небрушени драгуљи", глумећи продавачицу изложбеног салона и љубавницу главног јунака филма Хауарда Ратнера (којег глуми Адам Сандлер), несталног трговца накитом и зависника од коцкања. 

## Лични живот
Фокс се удала за Питера Артемјева, приватног пилота, у новембру 2018, али су  тренутно растављени.    Фокс је 14. фебруара 2021. објавила рођење сина.  У јануару 2022, Фокс је потврдила да се забављала са репером Канјеом Вестом у чланку који је написала за Интервју магазин.  

## Филмографија
| Година | Филм                   |
| ------ | ---------------------- |
| 2019   | Небрушени драгуљи      |
| 2020   | Лутка                  |
| 2020   | ПВТ Чет                |
| 2020   | Деловање за циљ        |
| 2021   | Без изненадног покрета |